# NBA All-Star Game 1962
L'NBA All-Star Game 1962, svoltosi a St. Louis, vide la vittoria finale della Western Division sulla Eastern Division sulla per 150 a 130.
Bob Pettit, dei St. Louis Hawks, fu nominato MVP della partita.

## Squadre

### Western Division
| Western Division |                    |             |             |             |             |             |             |             |             |
| Giocatore        | Squadra            | MIN         | FGM         | FGA         | FTM         | FTA         | RIM         | AST         | PT          |
| Elgin Baylor     | Los Angeles Lakers | 37          | 10          | 23          | 12          | 14          | 9           | 4           | 32          |
| Bob Pettit       | St. Louis Hawks    | 37          | 10          | 20          | 5           | 5           | 27          | 2           | 25          |
| Walt Bellamy     | Chicago Packers    | 29          | 10          | 18          | 3           | 8           | 17          | 1           | 23          |
| Oscar Robertson  | Cincinnati Royals  | 37          | 9           | 20          | 8           | 14          | 7           | 13          | 26          |
| Jerry West       | Los Angeles Lakers | 31          | 7           | 14          | 4           | 6           | 3           | 1           | 18          |
| Wayne Embry      | Cincinnati Royals  | 16          | 2           | 6           | 0           | 0           | 4           | 1           | 4           |
| Bailey Howell    | Detroit Pistons    | 8           | 1           | 2           | 0           | 0           | 0           | 1           | 2           |
| Jack Twyman      | Cincinnati Royals  | 8           | 4           | 6           | 3           | 3           | 1           | 2           | 11          |
| Cliff Hagan      | St. Louis Hawks    | 9           | 1           | 3           | 0           | 0           | 2           | 1           | 2           |
| Frank Selvy      | Los Angeles Lakers | 11          | 0           | 3           | 0           | 0           | 4           | 1           | 0           |
| Gene Shue        | Detroit Pistons    | 17          | 3           | 6           | 1           | 1           | 5           | 4           | 7           |
| Rudy LaRusso     | Los Angeles Lakers | infortunato | infortunato | infortunato | infortunato | infortunato | infortunato | infortunato | infortunato |
| Totale           |                    | 240         | 57          | 121         | 36          | 51          | 79          | 31          | 150         |
| All. Fred Schaus | Los Angeles Lakers |             |             |             |             |             |             |             |             |

MIN: minuti. FGM: tiri dal campo riusciti. FGA: tiri dal campo tentati. FTM: tiri liberi riusciti. FTA: tiri liberi tentati. RIM: rimbalzi. AST: assist. PT: punti

### Eastern Division
| Eastern Division  |                       |             |             |             |             |             |             |             |             |
| Giocatore         | Squadra               | MIN         | FGM         | FGA         | FTM         | FTA         | RIM         | AST         | PT          |
| Dolph Schayes     | Syracuse Nationals    | 4           | 0           | 0           | 0           | 0           | 1           | 0           | 0           |
| Tom Heinsohn      | Boston Celtics        | 13          | 4           | 11          | 2           | 2           | 2           | 1           | 10          |
| Wilt Chamberlain  | Philadelphia Warriors | 37          | 17          | 23          | 8           | 16          | 24          | 1           | 42          |
| Bob Cousy         | Boston Celtics        | 31          | 4           | 13          | 3           | 4           | 6           | 8           | 11          |
| Richie Guerin     | New York Knicks       | 27          | 10          | 17          | 3           | 6           | 3           | 1           | 23          |
| Bill Russell      | Boston Celtics        | 27          | 5           | 12          | 2           | 3           | 12          | 2           | 12          |
| John Green        | New York Knicks       | 21          | 2           | 4           | 3           | 3           | 2           | 0           | 7           |
| Willie Naulls     | New York Knicks       | 21          | 5           | 16          | 1           | 1           | 7           | 0           | 11          |
| Hal Greer         | Syracuse Nationals    | 24          | 3           | 14          | 2           | 7           | 10          | 9           | 8           |
| Paul Arizin       | Philadelphia Warriors | 21          | 2           | 12          | 0           | 0           | 2           | 0           | 4           |
| Sam Jones         | Boston Celtics        | 14          | 1           | 8           | 0           | 1           | 1           | 0           | 2           |
| Tom Gola          | Philadelphia Warriors | infortunato | infortunato | infortunato | infortunato | infortunato | infortunato | infortunato | infortunato |
| Larry Costello    | Syracuse Nationals    | infortunato | infortunato | infortunato | infortunato | infortunato | infortunato | infortunato | infortunato |
| Totale            |                       | 240         | 53          | 130         | 24          | 43          | 70          | 22          | 130         |
| All. Red Auerbach | Boston Celtics        |             |             |             |             |             |             |             |             |

MIN: minuti. FGM: tiri dal campo riusciti. FGA: tiri dal campo tentati. FTM: tiri liberi riusciti. FTA: tiri liberi tentati. RIM: rimbalzi. AST: assist. PT: punti